# Faverney
Faverney é uma comuna francesa na região administrativa de Borgonha-Franco-Condado, no departamento de Alto Sona. Estende-se por uma área de 18,23 km². Em 2010 a comuna tinha 984 habitantes (densidade: 54 hab./km²).